# Musca capensis
Musca capensis är en tvåvingeart som beskrevs av Zielke 1971. Musca capensis ingår i släktet Musca och familjen husflugor. Inga underarter finns listade i Catalogue of Life.